# Сельское поселение «Олеканское»
Се́льское поселе́ние «Олеканское» — муниципальное образование в Нерчинском районе Забайкальского края Российской Федерации.
Административный центр — село Олекан.

## История
Статус и границы сельского поселения установлены Законом Читинской области от 19 мая 2004 года «Об установлении границ, наименований вновь образованных муниципальных образований и наделении их статусом сельского, городского поселения в Читинской области».

## Население
| 2010 | 2011 | 2012 | 2013 | 2014 | 2015 | 2016 |
| ---- | ---- | ---- | ---- | ---- | ---- | ---- |
| 884  | ↘881 | ↘868 | ↘843 | ↘837 | ↘813 | ↘793 |
| 2017 | 2018 | 2019 | 2020 | 2021 |      |      |
| ↘769 | ↘757 | ↘742 | ↘734 | ↘725 |      |      |

## Состав сельского поселения
| № | Населённый пункт | Тип населённого пункта       | Население |
| - | ---------------- | ---------------------------- | --------- |
| 1 | Олекан           | село, административный центр | ↘725      |